# Hilara nigrohirta
Hilara nigrohirta är en tvåvingeart som beskrevs av Collin 1927. Hilara nigrohirta ingår i släktet Hilara och familjen dansflugor. Inga underarter finns listade i Catalogue of Life.